# Антропология (телепередача)
«Антропология» — авторская музыкальная телепрограмма Дмитрия Диброва, выходившая ночью в прямом эфире в режиме интерактивной связи. В гости к Дмитрию Диброву приходили известные деятели культуры, политики, науки, и с ними велась беседа. Во время эфира можно было задать гостю вопрос путём звонка в студию или сообщения по пейджеру. Телезрителям программа больше всего запомнилась тем, что в ней выступали, в основном, рок-исполнители, как известные, так и малоизвестные.

## История
Первоначально Дмитрий Дибров собирался запускать свой авторский проект в виде цикла специальных репортажей. Один из них был показан в программе «Взгляд» 23 мая 1997 года, однако дальше этого дело не пошло. Далее Дибров предложил свою идею телекомпании REN-TV, к тому моменту уже функционировавшей в качестве телеканала, но задумка не была принята из-за дорогой стоимости «пилотного» выпуска и несоответствия тогдашней концепции телеканала (по мнению Ирены Лесневской). Затем он встретился в телецентре «Останкино» с генеральным директором коммерческого канала «Телеэкспо» Кириллом Лыско, с которым обсудил возможности сотрудничества. Лыско поначалу со скепсисом относился к задумке Диброва ввиду отсутствия на своём канале подходящей студии, но в ответ автор программы заявил ему, что готов работать в любых условиях, в том числе и в маленьком студийном помещении.
В итоге «Антропология» вышла в эфир в виде интерактивного ток-шоу на «Телеэкспо» (занимавшем часть ночного и утреннего времени в Москве на 33 ТВК) 2 сентября 1997 года, до перехода эфирного времени «Телеэкспо» к телеканалу Бориса Зосимова BIZ-TV, впоследствии «MTV Россия». Параллельно шла трансляция в стереозвучании на радиостанции «Серебряный дождь».
Название «Антропология», означающее науку о биологической природе человека, по словам Диброва, было выбрано в соответствии с картинкой чёрно-белого цвета (на НТВ — цвета сепия, реже — фиолетового цвета) и белым фоном студии, «потому что лаконизм белого фона и чёрно-белой картинки делает выпуклой мысль, которая звучит с экрана».
В апреле 1998 года ушедшего с «Телеэкспо» Диброва приглашает к сотрудничеству главный продюсер НТВ Леонид Парфёнов, предложив ему продолжить делать «Антропологию» на этом телеканале. Но на тот момент у телеканала не было возможности продлить ночное вещание на несколько часов вперёд, поэтому на первое время Парфёнов предложил Диброву поработать в дневной программе-интервью «Старый телевизор». Когда у НТВ после некоторых трудностей появилась возможность расширить ночной эфир, к изначальной идее вернулся новый главный продюсер телеканала Александр Левин. 31 мая 1999 года программа снова вышла в эфир на НТВ при участии Льва Новожёнова. С того момента программа выходила ночью с понедельника по четверг (иногда также в пятницу или субботу) и просуществовала до 12 апреля 2001 года. В 1999—2001 годах также существовал интернет-сайт программы, располагавшийся по адресу dibrov.ntv.ru. В некоторых выпусках с июня 2000 года была задействована видеостена, на которой отображался интернет-чат (впервые на российском телевидении).
В студии программы находились сиденья, сделанные специально для передачи архитектором Игорем Пищукевичем. С 1999 по 2001 год программа снималась в 11-й студии Останкино, откуда также выходили в эфир все известные телепередачи НТВ тех лет.
Именно в программе «Антропология» состоялось последнее публичное появление журналиста Артёма Боровика — в ночь с 7 на 8 марта 2000 года, всего за 2 дня до его трагической гибели. Спустя несколько дней после трагической гибели журналиста выпуск был повторён в эфире телеканала, но уже с записанным вступительным словом от Диброва в студии передачи.
Один из последних выпусков на НТВ (в ночь с 6 на 7 апреля 2001) был внеплановым (прошёл без предварительного упоминания в печатных программах) и был посвящён ситуации вокруг телеканала. В этом выпуске Леонид Парфёнов демонстративно объявил о своём уходе с НТВ. Помимо Парфёнова, в студию к Диброву были также приглашены Константин Точилин, Алим Юсупов, Елизавета Листова, Ашот Насибов, Виктор Шендерович и Оксана Пушкина. В ходе конфликта Парфёнов занял позицию власти, а коллеги в прямом эфире «Антропологии» назвали его «предателем». Вскоре, когда часть журналистов уходили с НТВ (14 апреля 2001), Парфёнов вернулся на НТВ.
После захвата НТВ генеральный директор ОРТ Константин Эрнст предложил Диброву и всему творческому коллективу «Антропологии» перейти на свой телеканал. Для сотрудников программы была специально создана Дирекция ночного вещания, в рамках которой с 1 ноября 2001 года начала выходить программа «Ночная смена», а через год на её месте появилась программа «Апология». Программа просуществовала до 2003 года, а сама дирекция — до 2004 года.
В 2005 году в эфир телеканала «Россия» вышла программа «ПроСВЕТ», по формату и атмосфере больше всего напоминающая «Антропологию». Но программа «Просвет» не оказалась такой популярной, как её предшественница, и просуществовала до 2006 года.
В 2019 году на YouTube-канале «25 лет НТВ» были выложены лучшие выпуски передачи.
Со 2 января 2023 программа с перерывами выходит в формате рубрики ночного канала «Подкаст. Лаб» на «Первом канале». 

## Критика
Комментарий о Дмитрии Диброве и программе «Антропология» на сайте газеты «Re: акция»:

Дмитрий Дибров — легенда нашего телевидения. Это он первый стал работать с пейджером в эфире, это он первый вывел в эфир телефонные звонки (причём без редакторской цензуры), это ему первому удалось беседовать с гостями в студии так, как будто разговор начался задолго до эфира и продолжится после. «Антропология» Дмитрия Диброва стала образцом ток-шоу с конца 90-х.

Известный автор-исполнитель Александр Новиков отмечал:

С Дибровым говорить всегда приятно. Даже если ни о чём — все равно получается интересно…

Сам автор программы так характеризовал свою работу на НТВ, в частности в программе «Антропология»:
Мне нравится работать на самом изысканном канале совка — НТВ. На частном телевидении вообще трудиться комфортнее, чем на государственном. Тут все более предсказуемо, в поступках прослеживается определённая логика. Если я правильно понимаю, «Антропология» рассматривается руководством НТВ не как источник заработка, а как некое репутационное завоевание. Поэтому и мои стабильные два процента рейтинга рассматриваются через призму того, сколько зрителей я привёл на канал. Ведь ясно, что основную аудиторию НТВ завоевывает с помощью информационных, аналитических программ. Главное, что волнует социологическую службу НТВ, — не рейтинг «Антропологии», а кредит доверия программе…

## Список программ
| Гость | Дата выпуска             |
| --- | ------------------------ |
| Агата Кристи | 1997 год                 |
| Ва-БанкЪ | 1997 год                 |
| Сергей Калугин | 1997 год                 |
| Наталия Медведева и «Трибунал» | 1997 год                 |
| Сергей «Чиж» Чиграков | 1997 год                 |
| «Краденое солнце» | 1997 год                 |
| Монгол Шуудан | 1997 год                 |
| Татьяна Толстая | 1997 год                 |
| Тим Стронг | 1997 год                 |
| Гарик Сукачёв | 1997 год                 |
| Сплин | осень 1997 года          |
| Рада и Терновник | осень 1997 года          |
| Рондо | осень 1997 года          |
| Борис Гребенщиков | 19 сентября 1997 года    |
| Ольга Арефьева | 1 октября 1997 года      |
| Евгений Дворжецкий, Нина Дворжецкая | начало октября 1997 года |
| «Калинов мост» | 15 октября 1997 года     |
| Константин Кинчев | 25 октября 1997 года     |
| Анатолий Белкин | 14 ноября 1997 года      |
| Андрей Макаревич и группа «Папоротник» | 25 ноября 1997 года      |
| Машина времени | 26 ноября 1997 года      |
| Воскресение | декабрь 1997 года        |
| Михаил Боярский | декабрь 1997 года        |
| СВ | декабрь 1997 года        |
| E.S.T | 14 декабря 1997 года     |
| Константин Эрнст | 30 декабря 1997 года     |
| Ольга Арефьева и «Умка» | 20 января 1998 года      |
| Лев Дио | январь 1998 года         |
| Лидия Кавина | январь 1998 года         |
| Татьяна Толстая | январь 1998 года         |
| «Колибри» (1-й раз) | 6 февраля 1998 года      |
| Егор Башлачёв, Анастасия Рахлина и Екатерина «Кэт» Козлова | 18 февраля 1998 года     |
| Разные люди | 27 февраля 1998 года     |
| Ольга Арефьева и Людмила Кикина | 5 марта 1998 года        |
| Александр Юрасов и вдова Анатолия Крупнова Алина | 8 марта 1998 года        |
| Вежливый отказ | 19 марта 1998 года       |
| Александр Липницкий (программа памяти Майка Науменко) | 28 марта 1998 года       |
| Хиль и Сыновья | конец марта 1998 года    |
| Жанна Агузарова | 1998 год                 |
| Найк Борзов | 1998 год                 |
| Вопли Видоплясова | 1998 год                 |
| Пелагея | 1998 год                 |
| Станислав Говорухин (обсуждение фильма «Ворошиловский стрелок») | 31 мая 1999 года         |
| Андрей Макаревич и группа «Папоротник» | 1 июня 1999 года         |
| Андрей Вознесенский | 2 июня 1999 года         |
| Пётр Тодоровский и Сергей Никитин | 3 июня 1999 года         |
| Андрей Михалков-Кончаловский | 7 июня 1999 года         |
| Анатолий Белкин | 8 июня 1999 года         |
| Александр Градский | 9 июня 1999 года         |
| Марина Капуро | 10 июня 1999 года        |
| Святослав Фёдоров | 14 июня 1999 года        |
| Елена Камбурова | 15 июня 1999 года        |
| Олег Савич — представитель НТВ+ | 16 июня 1999 года        |
| «Последний шанс» и Андрей Бильжо | 17 июня 1999 года        |
| Александр Митта | 5 июля 1999 года         |
| Инна Желанная | 6 июля 1999 года         |
| Василий Аксёнов | 7 июля 1999 года         |
| Хор Турецкого | 8 июля 1999 года         |
| Геннадий Абрамов | 12 июля 1999 года        |
| «Мирони» и Сосо Павлиашвили | 13 июля 1999 года        |
| Еремей Парнов | 14 июля 1999 года        |
| Земфира | 15 июля 1999 года        |
| Мария Арбатова | 19 июля 1999 года        |
| Джазовый вокальный ансамбль «Cool & Jazzy», руководитель Юрий Смирнов | 20 июля 1999 года        |
| Людмила Иванова, Валерий Миляев | 21 июля 1999 года        |
| Показ фильма Сергея Курёхина «Немой свидетель: Концепция возникновения джаза» | 22 июля 1999 года        |
| Иван Охлобыстин | 26 июля 1999 года        |
| Ингеборга Дапкунайте | 27 июля 1999 года        |
| Дино Динев | 29 июля 1999 года        |
| Вероника Долина | 31 июля 1999 года        |
| Павел Буре | 2 августа 1999 года      |
| Запрещённые барабанщики | 3 августа 1999 года      |
| Владимир Чекасин и группа «Белый день» | 5 августа 1999 года      |
| Евгений Гинзбург | 9 августа 1999 года      |
| «Жители холмов» | 10 августа 1999 года     |
| Людмила Улицкая | 11 августа 1999 года     |
| Андрей Сапунов и группа «Лотос» | 12 августа 1999 года     |
| Юрий Рост | 16 августа 1999 года     |
| Сергей Кириенко | 17 августа 1999 года     |
| Андрей Лапин — основатель и руководитель тантрического семинара «Прикосновение»                                                                                                   | 18 августа 1999 года     |
| «Воскресение» | 19 августа 1999 года     |
| Андрей Брежнев | 23 августа 1999 года     |
| Дюша Романов и группа «Dusha’s Group» (последний прижизненный эфир Дюши Романова)                                                                                                 | 24 августа 1999 года     |
| Артемий Лебедев | 25 августа 1999 года     |
| Виктор Мережко | 26 августа 1999 года     |
| Яков Маршак | 30 августа 1999 года     |
| Сергей Воронов и группа «Кроссроудс» | 31 августа 1999 года     |
| Виктор Ерофеев | 1 сентября 1999 года     |
| Александр Муратов, Михаил Ульянов (премьера сериала «Д. Д. Д. Досье детектива Дубровского»)                                                                                       | 2 сентября 1999 года     |
| Маркшейдер Кунст | 7 сентября 1999 года     |
| Валерия Порохова — переводчица Корана на русский | 8 сентября 1999 года     |
| Ольга Арефьева и группа «Ковчег» | 9 сентября 1999 года     |
| Жора Саркисян, Борис Таваканян | 10 сентября 1999 года    |
| Иван Смирнов | 14 сентября 1999 года    |
| Рон Армон — второй секретарь посольства Израиля в России, пресс-атташе | 16 сентября 1999 года    |
| Дмитрий Курышев — сотрудник ФСБ России; специалист по выживанию в экстремальных условиях (эфир посвящён взрывам жилых домов в Москве в 1999 году)                                 | 17 сентября 1999 года    |
| Лев Дуров | 21 сентября 1999 года    |
| Нугзар Дзодзуашвили, Константин Агеев — владельцы клуба «И-Линь» | 22 сентября 1999 года    |
| Евгений Рейн | 23 сентября 1999 года    |
| Катерина фон Гечмен-Вальдек, Януш Юзефович, участники мюзикла «Метро» | 24 сентября 1999 года    |
| Сергей Ястржембский | 28 сентября 1999 года    |
| Лидия Кавина — музыкант, владеющая техникой игры на уникальном музыкальном инструменте терменвокс                                                                                 | 29 сентября 1999 года    |
| Лариса Катаева — профессиональная сваха | 30 сентября 1999 года    |
| Александр Васильев и Ян Николенко | 5 октября 1999 года      |
| Юозас Будрайтис и Михаил Мосин — профессиональный бильярдист (эфир посвящён показу на НТВ фильма режиссёра Георгия Шенгелия «Классик», а также бильярду)                          | 6 октября 1999 года      |
| Анатолий Кучерена | 7 октября 1999 года      |
| Шобха Джоши — индийская певица | 12 октября 1999 года     |
| Евгений Киселёв | 13 октября 1999 года     |
| Леонид Ольшанский | 14 октября 1999 года     |
| Николай Носков | 15 октября 1999 года     |
| Михаил и Андрей Ивановы, Георгий Гаранян, Игорь Великанов — джазовые музыканты | 20 октября 1999 года     |
| Ирина Богушевская (1-й раз) | 21 октября 1999 года     |
| Бронислав Виноградский | 22 октября 1999 года     |
| Эрнст Фукс | 26 октября 1999 года     |
| Александр Градский (2-й раз) | 27 октября 1999 года     |
| Зиновий Высоковский | 9 ноября 1999 года       |
| Юрий Наумов | 10 ноября 1999 года      |
| Алексей Паперный и группа «Там» | 11 ноября 1999 года      |
| Александр Скляр и группа «Ва-БанкЪ» | 16 ноября 1999 года      |
| Владимир Спиваков с супругой Сати | 17 ноября 1999 года      |
| Здоб ши здуб | 18 ноября 1999 года      |
| Роман Карпухин — тореадор | 23 ноября 1999 года      |
| «Калинов мост» | 24 ноября 1999 года      |
| «Волков-трио» и Леонид Фёдоров | 25 ноября 1999 года      |
| Сергей Архипов — директор «Русского радио» | 30 ноября 1999 года      |
| Алла Гербер | 01 декабря 1999 года     |
| Исполнители японской музыки — группа «Ва-Он» | 02 декабря 1999 года     |
| ПЕП-СИ | 08 декабря 1999 года     |
| Борис Гребенщиков | 09 декабря 1999 года     |
| Ксения Махненко | 15 декабря 1999 года     |
| Андрей Акопян — врач, руководитель Центра репродукции человека | 16 декабря 1999 года     |
| «Беггарз Роу» | 21 декабря 1999 года     |
| Олег Митяев | 22 декабря 1999 года     |
| Дмитрий Пригов | 23 декабря 1999 года     |
| Леонид Парфёнов | 28 декабря 1999 года     |
| Морис Хеннеси | 29 декабря 1999 года     |
| Отец Сергий Троицкий и участники творческого объединения «Крёстный ход» | 07 января 2000 года      |
| Нина Дворжецкая (выпуск на 40 дней со дня гибели Евгения Дворжецкого) | 10 января 2000 года      |
| Вячеслав Горский и детский джазовый хор «Преображение» под управлением Михаила Славкина, Александр Лебедев — бас-гитара, ударные — Вячеслав Капитонов                             | 11 января 2000 года      |
| Виктор Языков | 12 января 2000 года      |
| Владимир Клименко | 17 января 2000 года      |
| Сергей Голицын — актёр | 19 января 2000 года      |
| Театр пантомимы и хореографии «Чёрное небо белое» | 24 января 2000 года      |
| группа «Ритуальные танцы» | 25 января 2000 года      |
| «Колибри» | 26 января 2000 года      |
| Дмитрий Быков | 31 января 2000 года      |
| Александр Свияш | 01 февраля 2000 года     |
| БИ-2 (первое появление группы на телевидении) | 02 февраля 2000 года     |
| Фольклорная группа «Тыва» | 07 февраля 2000 года     |
| Святослав Медведев | 08 февраля 2000 года     |
| Курт Тойч — доктор-психолог (психогенетика, психосоциогенетика, психология) | 09 февраля 2000 года     |
| Кама Гинкас, Сергей Маковецкий | 14 февраля 2000 года     |
| Михей и Джуманджи | 15 февраля 2000 года     |
| Семён Левин | 16 февраля 2000 года     |
| Ирина Апексимова, Валерий Николаев (эфир посвящён премьере на НТВ телесериала «День рождения Буржуя»)                                                                             | 21 февраля 2000 года     |
| Гасан Мамедов, Назим Надиров и группа «Ашхабад» | 23 февраля 2000 года     |
| «Я и друг мой грузовик» (г. Днепропетровск) | 28 февраля 2000 года     |
| Артём Боровик | 06 марта 2000 года       |
| Умка и Боря Канунников | 08 марта 2000 года       |
| Артём Боровик (передача памяти А. Боровика, повтор эфира от 6 марта с кратким вступлением от ведущего в начале)                                                                   | 09 марта 2000 года       |
| Роман Виктюк, Елена Образцова | 13 марта 2000 года       |
| Станислав Говорухин | 20 марта 2000 года       |
| «Амурские волны» | 27 марта 2000 года       |
| Вячеслав Бутусов и группа «Плато» | 28 марта 2000 года       |
| «Блюз Хаммер Бэнд» (Петрович) | 29 марта 2000 года       |
| Ольга Арефьева и группа «Ковчег» | 03 апреля 2000 года      |
| Владимир Мирзоев, Максим Суханов | 04 апреля 2000 года      |
| Николай Вашкевич | 05 апреля 2000 года      |
| Ирина Савкина — художница, Денис Савкин — ясновидящий | 10 апреля 2000 года      |
| Андрей Шепелев и группа «Грассмейстер» | 11 апреля 2000 года      |
| «Крематорий» | 12 апреля 2000 года      |
| Нина Шаповалова — сотрудник Гидрометеоцентра, кандидат физико-математических наук                                                                                                 | 13 апреля 2000 года      |
| Цыганское трио «Лойко» (г. Дублин, Ирландия) | 17 апреля 2000 года      |
| Вячеслав Полунин | 19 апреля 2000 года      |
| Валерий Михайлов и трио «Компенсация минус» (г. Белгород) | 20 апреля 2000 года      |
| Вопли Видоплясова | 24 апреля 2000 года      |
| Дмитрий Петров | 25 апреля 2000 года      |
| Андрей Кондаков и «Brasil all stars» | 26 апреля 2000 года      |
| Людмила Гурченко (эфир № 1) | 27 апреля 2000 года      |
| Шотландский танцевальный коллектив «Scottish stepdance company» | 01 мая 2000 года         |
| Александр Дольский | 02 мая 2000 года         |
| Михаил Мень | 03 мая 2000 года         |
| Арабские танцы. Музыкальный ансамбль под управлением Камаля Баллана | 04 мая 2000 года         |
| Людмила Гурченко (эфир № 2) | 08 мая 2000 года         |
| «Удачное приобретение» | 10 мая 2000 года         |
| Игорь Артемьев | 11 мая 2000 года         |
| Елена Камбурова | 12 мая 2000 года         |
| Елена Яковлева, Валерий Тодоровский, Владилен Арсеньев — создатели сериала «Каменская»                                                                                            | 15 мая 2000 года         |
| «Ляпис Трубецкой» | 17 мая 2000 года         |
| Патрисия Каас | 18 мая 2000 года         |
| «Не ждали» | 22 мая 2000 года         |
| Владимир Хотиненко | 23 мая 2000 года         |
| Джанни Кампанья (Италия) — модельер | 24 мая 2000 года         |
| Лев Дуров и труппа театра на Малой Бронной | 25 мая 2000 года         |
| Олег Табаков | 29 мая 2000 года         |
| Нани Брегвадзе | 30 мая 2000 года         |
| «Король и Шут» | 31 мая 2000 года         |
| Марк Рудинштейн (эфир посвящён открытию ОРКФ «Кинотавр»-2000) | 01 июня 2000 года        |
| Энни Лейбовиц (США), Мартин Франк (Швейцария), Ольга Свиблова (Россия) — фотографы (эфир посвящён Фотобиеннале-2000)                                                              | 06 июня 2000 года        |
| Юрий Аксюта (эфир посвящён 10-летнему юбилею начала вещания в России радиостанции «Европа Плюс»)                                                                                  | 07 июня 2000 года        |
| Хидэтака Нисияма (Япония) — президент Всемирной ассоциации каратэ | 13 июня 2000 года        |
| Дживан Гаспарян | 14 июня 2000 года        |
| Александр Васильев — художник-дизайнер | 15 июня 2000 года        |
| Александр Татарский (представление мультфильма «Унесённые ветром») | 19 июня 2000 года        |
| Вахтанг Кикабидзе | 20 июня 2000 года        |
| Члены клуба «Свингер»: Дмитрий Подобедов и две его жены | 21 июня 2000 года        |
| Вера Таривердиева, вдова композитора Микаэла Таривердиева, представляет фильм «Прощай, оружие!»                                                                                   | 22 июня 2000 года        |
| Дюша Романов и группа «Dusha’s Group» (повтор от 24 августа 1999 года со вступительным словом ведущего в начале)                                                                  | 29 июня 2000 года        |
| Кама Гинкас, Генриетта Яновская | 11 июля 2000 года        |
| Андрей Кончаловский, Юлия Высоцкая | 12 июля 2000 года        |
| Марк Ньюсон (Австралия) — дизайнер | 17 июля 2000 года        |
| Дживан Гаспарян | 18 июля 2000 года        |
| Андрей Сидерский | 19 июля 2000 года        |
| Игорь Бутман | 24 июля 2000 года        |
| «Мультфильмы» | 25 июля 2000 года        |
| Ярослав Могутин | 26 июля 2000 года        |
| Дидюля (Белоруссия) — гитарист | 27 июля 2000 года        |
| «Маримба плюс» | 31 июля 2000 года        |
| «Белый острог» | 02 августа 2000 года     |
| Олег Шишкин | 09 августа 2000 года     |
| Альберт Шафтан | 10 августа 2000 года     |
| Вера Таривердиева | 14 августа 2000 года     |
| Дмитрий Вернер | 15 августа 2000 года     |
| Борис Базуров | 16 августа 2000 года     |
| Артемий Троицкий | 17 августа 2000 года     |
| Та-Чао — директор центр исследования культуры Китая «Мей Хуа» | 22 августа 2000 года     |
| Андрей Вознесенский (день траура по погибшим членам экипажа подводной лодки «Курск»)                                                                                              | 23 августа 2000 года     |
| Владимир Вишневский | 28 августа 2000 года     |
| «Greengrass singers» (Россия) — ансамбль музыкантов, исполняющих музыку североамериканских индейцев                                                                               | 29 августа 2000 года     |
| Борис и Луиза Хмельницкие (часть 1) | 30 августа 2000 года     |
| Борис и Луиза Хмельницкие (часть 2) | 31 августа 2000 года     |
| Сергей Попов — психолог, автор ряда эзотерических книг | 04 сентября 2000 года    |
| «Танок на Майдани Конго» (г. Харьков) | 05 сентября 2000 года    |
| Виктор Ерофеев (часть 1) | 06 сентября 2000 года    |
| Виктор Ерофеев (часть 2) | 07 сентября 2000 года    |
| Моника Спивак | 11 сентября 2000 года    |
| Генрих Боровик, Норман Мейлер | 12 сентября 2000 года    |
| Хулио Иглесиас | 14 сентября 2000 года    |
| Фолк-трио «Троица» | 18 сентября 2000 года    |
| Андрей Кончаловский, Юлия Высоцкая | 21 сентября 2000 года    |
| Татьяна Толстая (премьера новой книги «Кысь») | 25 сентября 2000 года    |
| Геннадий Хазанов | 27 сентября 2000 года    |
| «S.P.O.R.T.» | 28 сентября 2000 года    |
| Никита Богословский | 03 октября 2000 года     |
| Урна (Монголия) — певица | 04 октября 2000 года     |
| Александр Клейн — создатель страницы в Интернете | 05 октября 2000 года     |
| Группа «Duchas» /«Наследие» или «Традиция»/ (Ирландия) — исполнители ирландских народных песен                                                                                    | 09 октября 2000 года     |
| Юлия Рутберг | 10 октября 2000 года     |
| Трио «The Holmes Brothers» | 11 октября 2000 года     |
| Госпожа У Джу Тван представляет коллекцию китайских вееров | 12 октября 2000 года     |
| Владимир Познер | 16 октября 2000 года     |
| «Револьвер» (г. Петрозаводск) | 18 октября 2000 года     |
| Алексей Учитель, Андрей Смирнов. Представление фильма «Дневник его жены» | 19 октября 2000 года     |
| «Нож для фрау Мюллер» (Санкт-Петербург) | 23 октября 2000 года     |
| Дмитрий Липскеров | 24 октября 2000 года     |
| Михаил Козаков, Игорь Бутман | 25 октября 2000 года     |
| Ирина Богушевская | 26 октября 2000 года     |
| «Биг Блюз Ривайвел» (Санкт-Петербург) | 31 октября 2000 года     |
| Александр Новиков | 01 ноября 2000 года      |
| Майкл Фрэнкс (США) — джазовый музыкант | 02 ноября 2000 года      |
| Андрей Акопян, руководитель центра репродукции человека | 09 ноября 2000 года      |
| «Несчастный случай» | 11 ноября 2000 года      |
| Дмитрий Дибров (в выпуске отмечался 41-й день рождения) | 13 ноября 2000 года      |
| New Tango Orquesta (англ.), Артемий Троицкий | 15 ноября 2000 года      |
| Денис Мажуков и «OFF BEAT» | 16 ноября 2000 года      |
| Инструментальный ансамбль «Каприз» | 20 ноября 2000 года      |
| «Белая гвардия» | 21 ноября 2000 года      |
| Александр Гордон | 22 ноября 2000 года      |
| Александр Чернецкий и Сергей Чиграков | 23 ноября 2000 года      |
| Андрей Вознесенский | 27 ноября 2000 года      |
| Андрей Кондаков и «Brasil all stars» | 28 ноября 2000 года      |
| Тигран Кеосаян | 30 ноября 2000 года      |
| Нина Дворжецкая, Андрей Раппопорт (День памяти актёра Евгения Дворжецкого) | 04 декабря 2000 года     |
| Танцевальная группа «Stomp» (Великобритания) | 05 декабря 2000 года     |
| Владимир Финогеев — хиромант | 06 декабря 2000 года     |
| Билли Кобэм, Игорь Бутман | 07 декабря 2000 года     |
| Победители Международного фестиваля уличных музыкантов | 13 декабря 2000 года     |
| Дуня Смирнова | 14 декабря 2000 года     |
| Алексей Гориболь | 19 декабря 2000 года     |
| Иван Охлобыстин, Фёдор Бондарчук и Анна Букловская (эфир посвящён представлению фильма «Даун Хаус»)                                                                               | 20 декабря 2000 года     |
| Болот Байрышев — певец и музыкант, продолжающий древние традиции алтайских мастеров горлового пения, исполнитель традиционной музыки на народных инструментах комус, шоор, топшур | 21 декабря 2000 года     |
| Андрей Макаревич и «Квартал» | 25 декабря 2000 года     |
| Никита Богословский и квартет «Романтики» | 26 декабря 2000 года     |
| Хор «Преображение» | 27 декабря 2000 года     |
| Combustible Edison (США) — музыкальный коллектив | 02 января 2001 года      |
| Крис Бота (ЮАР) — журналист | 03 января 2001 года      |
| Такежан (Казахстан) — поэт, рэпер | 04 января 2001 года      |
| Инна Желанная и группа «Альянс» | 09 января 2001 года      |
| Олег Янковский, Михаил Агранович (эфир посвящён будущей премьере фильма «Приходи на меня посмотреть»)                                                                             | 10 января 2001 года      |
| Сайнхо Намчылак | 11 января 2001 года      |
| Натали Рикель, дочь Сони Рикель, арт-директор. | 15 января 2001 года      |
| Этническая группа «Мюлларит» (Петрозаводск, Карелия) | 16 января 2001 года      |
| Дэвид Шэн — легендарный даосский Мастер Цигун (ученик даосского йога, достигшего бессмертия, Ван Шэн Лунга)                                                                       | 17 января 2001 года      |
| Настя Полева | 18 января 2001 года      |
| «I.F.K.» | 22 января 2001 года      |
| Пол Болленбэк /Paul Bollenback/ (США) — джазовый гитарист, Андрей Кондаков (Санкт-Петербург, Россия) — пианист                                                                    | 23 января 2001 года      |
| Шив Чаран Сингх (Великобритания) — директор практической школы нумерологии в Лондоне                                                                                              | 24 января 2001 года      |
| Мишель Труагро (г. Роан, Франция) — потомственный кулинар, шеф-повар ресторана «Труагро»                                                                                          | 25 января 2001 года      |
| Эмир Кустурица, группа «The No Smoking Orchestra» | 30 января 2001 года      |
| «Волков-трио» | 31 января 2001 года      |
| Евгений Гришковец | 01 февраля 2001 года     |
| Александр Абдулов (о первой своей режиссёрской работе в фильме «Бременские музыканты & Co»)                                                                                       | 05 февраля 2001 года     |
| Вермишель Orchestra (Санкт-Петербург) | 06 февраля 2001 года     |
| Катерина фон Гечмен-Вальдек, участники мюзикла «Метро» | 07 февраля 2001 года     |
| «Краденое Солнце» | 08 февраля 2001 года     |
| «Грассмейстер» | 12 февраля 2001 года     |
| Андрис Лиепа | 15 февраля 2001 года     |
| Катя Метелица (презентация нового проекта «Анна Каренина Льва Толстого» в комиксах)                                                                                               | 19 февраля 2001 года     |
| «Аукцыон» | 22 февраля 2001 года     |
| Клод Каминский /Claude Kaminsky/ (Франция) — президент и владелец частной школы «Ecole des Roches» (школа Рош)                                                                    | 26 февраля 2001 года     |
| Григорий Бальцер — главный идеолог компании «Мир новых русских» | 27 февраля 2001 года     |
| Группа «Пурпа» и поющие тибетские монахи | 28 февраля 2001 года     |
| Армен Джигарханян | 12 марта 2001 года       |
| Лауреаты джазового направления конкурса «Хрустальный камертон» | 14 марта 2001 года       |
| Ансамбль греческих цыган «To Meraki» | 19 марта 2001 года       |
| Валерий Фокин | 20 марта 2001 года       |
| «Настя» | 21 марта 2001 года       |
| Даосский мастер Монтек Чиа и его «Система Целительного Дао» | 22 марта 2001 года       |
| «Аура» и Алексей Колосов | 26 марта 2001 года       |
| Вячеслав Полунин | 27 марта 2001 года       |
| «Князь Мышкин» | 28 марта 2001 года       |
| Генрих Боровик | 29 марта 2001 года       |
| «Сплин» | 02 апреля 2001 года      |
| НТВ-Протест (Александр Градский, Инна Желанная, Александр Васильев, Виктор Ерофеев, Артемий Троицкий, Алексей Паперный)                                                           | 03 апреля 2001 года      |
| Новый вариант «Антропологии» — «То немногое, что я люблю» | 04 апреля 2001 года      |
| Владимир Машков | 05 апреля 2001 года      |
| Оксана Пушкина, Елизавета Листова, Леонид Парфёнов, Константин Точилин, Ашот Насибов, Виктор Шендерович, Андрей Норкин, Алим Юсупов, Марианна Максимовская                        | 06 апреля 2001 года      |
| Оркестр под управлением Бориса Ковача (Югославия) | 09 апреля 2001 года      |
| Валентина Пономарёва | 11 апреля 2001 года      |
| Чик Кориа | 12 апреля 2001 года      |

## В культуре
Эпизод с микро-сюжетом из истории телепередачи является ключевым элементом прозаической миниатюры Андрея Урицкого «Рассказ о Мадагаскаре», он склеивает начальный фрагмент текста, обыгрывающий заглавный экзотический топоним, с основной частью текста, повествующей о реалиях российской жизни («В прямой эфир телепередачи “Антропология” позвонила девушка Клара. Она так и представилась: “Я — Клара с Мадагаскара”.»).